# Дидковский, Василий Дмитриевич
Василий Дмитриевич Дидковский (1905 — ноябрь 1977, Алма-Ата, Казахская ССР, СССР) — советский организатор сельскохозяйственного производства, Герой Социалистического Труда (1958).

## Биография
Начал трудовую деятельность в 1922 году на Украине.
С 1935 года жил и работал в Казахстане. В 1935—1941 годах работал главным бухгалтером в различных учреждениях Алма-Аты. Участвовал в Великой Отечественной войне.
В 1946—1948 годах работал главным бухгалтером колхоза «Красный комбинат» Каскеленского района Алма-Атинской области. В 1948—1951 годах — председатель колхоза «Весёлая жизнь» Талгарского района Алма-Атинской области.
С 1951 года работал председателем колхоза «Луч Востока» Илийского района Алма-Атинской области. Под руководством Василия Дидковского колхоз «Луч Востока» превратился в многоотраслевое хозяйство (животноводство, полеводство, садоводство и виноградарство, пчеловодство) с подсобными хозяйствами (мельница, лесопильный завод, деревообрабатывающая мастерская и прочее). В 1957 году колхозом было получено более 3 миллионов рублей прибыли. В 1958 году Дидковскому было присвоено звание Героя Социалистического Труда.
Скончался в ноябре 1977 года.